# Меркерс-Кизельбах
Меркерс-Кизельбах (нем. Merkers-Kieselbach) — упразднённая община в Германии, в земле Тюрингия. Входила в состав района Вартбург. Население составляло 3042 человека (на 31 декабря 2010 года). Занимала площадь 19,43 км². Община подразделялась на 3 сельских округа.